# Florence (Illinois)
Florence es una villa ubicada en el condado de Pike en el estado estadounidense de Illinois. En el Censo de 2010 tenía una población de 38 habitantes y una densidad poblacional de 70,54 personas por km².

## Geografía
Florence se encuentra ubicada en las coordenadas 39°37′43″N 90°36′39″O / 39.62861, -90.61083. Según la Oficina del Censo de los Estados Unidos, Florence tiene una superficie total de 0.54 km², de la cual 0.54 km² corresponden a tierra firme y (0%) 0 km² es agua.

## Demografía
Según el censo de 2010, había 38 personas residiendo en Florence. La densidad de población era de 70,54 hab./km². De los 38 habitantes, Florence estaba compuesto por el 100% blancos, el 0% eran afroamericanos, el 0% eran amerindios, el 0% eran asiáticos, el 0% eran isleños del Pacífico, el 0% eran de otras razas y el 0% pertenecían a dos o más razas. Del total de la población el 0% eran hispanos o latinos de cualquier raza.